# Jaulzy
Jaulzy é uma comuna francesa na região administrativa de Altos da França, no departamento de Oise. Estende-se por uma área de 7,26 km². Em 2010 a comuna tinha 901 habitantes (densidade: 124,1 hab./km²).